# Толе (Болоња)
Толе (итал. Tolè) је насеље у Италији у округу Болоња, региону Емилија-Ромања.
Према процени из 2011. у насељу је живело 545 становника. Насеље се налази на надморској висини од 673 м.